# Moconesi
Moconesi (ligurisch Mekonési oder Moconexi) ist eine italienische Gemeinde mit 2404 Einwohnern (Stand 31. Dezember 2023) in der Metropolitanstadt Genua.

## Geographie

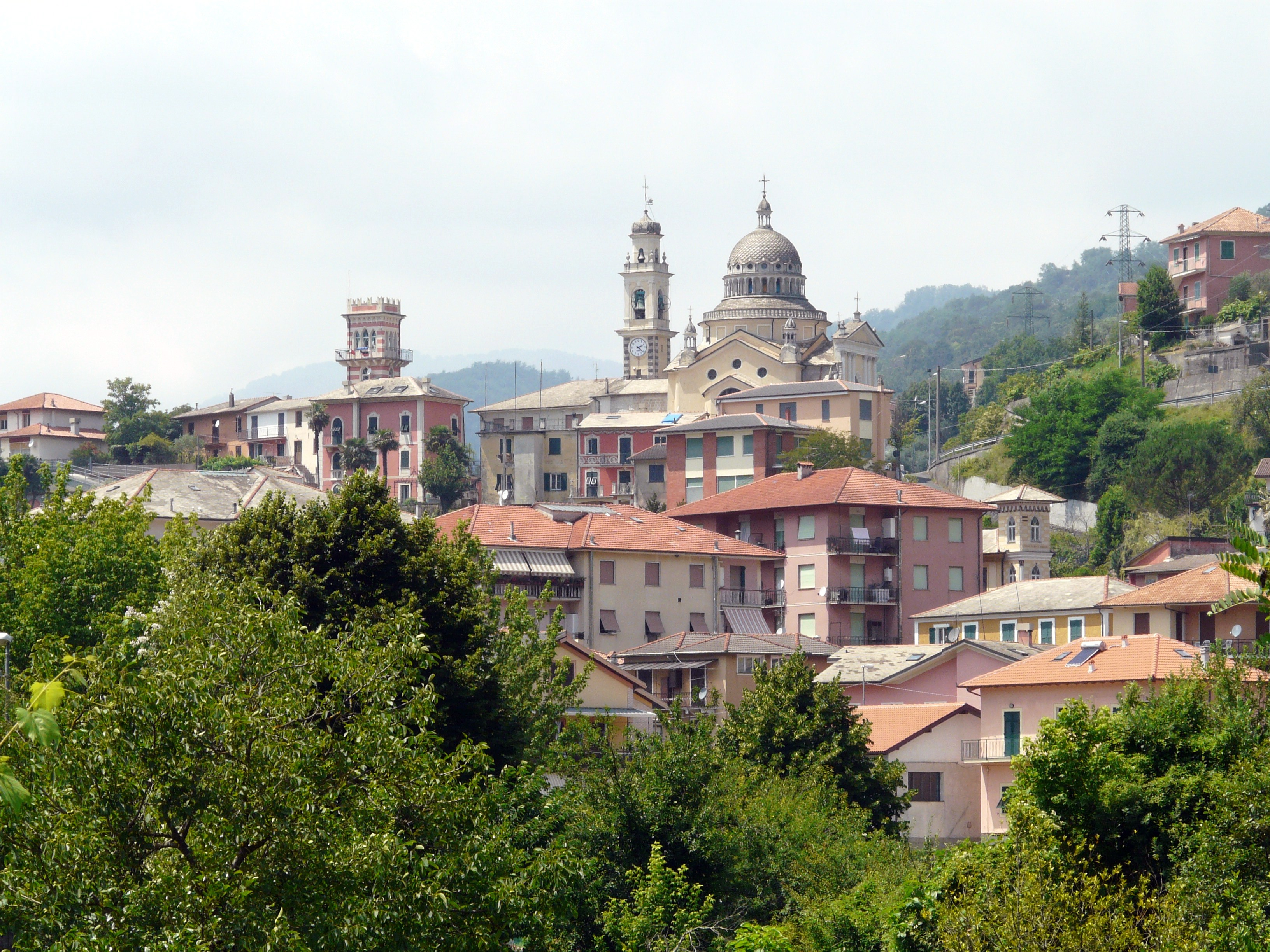
Moconesi in Ligurien

Die Gemeinde liegt im Tal Fontanabuona am Bach Lavagna. Die Entfernung zu der ligurischen Hauptstadt Genua beträgt ungefähr 31 Kilometer. Zu Moconesi zählt auch die sich im Tal Trebbia befindende Exklave Santa Brilla.
Zusammen mit 16 weiteren Kommunen bildet Moconesi die Comunità Montana Fontanabuona.
Nach der italienischen Klassifizierung bezüglich seismischer Aktivität wurde Moconesi der Zone 4 zugeordnet. Das bedeutet, dass sich die Gemeinde in einer seismisch inerten Zone befindet.